# Chaetocauda sichuanensis
Chaetocauda sichuanensis és una espècie de mamífer rosegador de la família dels lirons. És endèmic de Sichuan (Xina). Es tracta d'un animal nocturn que s'alimenta de vegetació verda. Nia als arbres, a tres metres o una mica més del sòl. El seu hàbitat natural són els boscos subalpins mixtos de coníferes i frondoses. Probablement està amenaçat per la destrucció del seu entorn a causa de la tala d'arbres.